# Gestão José Serra no governo de São Paulo
José Serra foi eleito governador do estado de São Paulo em primeiro turno das eleições de 1 de outubro de 2006 com 12 381 038 votos, correspondentes a 57,93% dos votos válidos. Tomou posse em 1 de janeiro de 2007, e o mandato encerrou-se em 1 de janeiro de 2011.

## As eleições para governador em 2006
Em debate eleitoral realizado na Rede Record antes da eleição, também garantira terminar o mandato. Perguntado no debate, se recomendaria a seus eleitores a não votarem nele se fizesse o oposto, Serra afirmou que o compromisso estava assumido, com os termos ditos por Boris Casoy, âncora do debate. Sua saída gerou polêmica e causou protestos Aloizio Mercadante (seu adversário na disputa pelo governo do estado de São Paulo) e Marta Suplicy, adversários políticos diretos de José Serra na época, classificaram a renúncia como um "estelionato eleitoral".
Há quinze dias do primeiro turno da eleição, a Polícia Federal desmontou a compra, por um petista e um ex-policial, de um falso dossiê. Os dois foram presos com 1.7 milhões de reais em dinheiro vivo em São Paulo e acusaram integrantes da executiva nacional do PT como mandantes, no intuito de atingir José Serra e Geraldo Alckmin, candidatos tucanos a governador e a presidente respectivamente, no que ficou conhecido como Escândalo do Dossiê. No desdobramento do caso, o chefe de comunicação da campanha deAloizio Mercadante, Hamilton Lacerda, foi afastado de sua campanha por ter articulado a publicação do dossiê com a revistaIsto É.

## O Governo José Serra
Desde que chegou ao Palácio dos Bandeirantes, Serra combina uma política de gestão fiscal para elevar receitas e investimentos, com um  controle maior de despesas.
As prioridades de governo têm sido o Rodoanel Mário Covas, a expansão do Metrô, a modernização da rede de trens da grande São Paulo no projeto Expansão SP, recuperação de estradas vicinais, expansão das FATECs/ETECs e introdução das AMEs (Ambulatórios Médicos de Especialidades), além da construção de dez novos hospitais, entre eles o Instituto Lucy Montoro.
Em 2009, Serra fazia em média por cinco viagens por mês fora da capital, tendo um total de 62 deslocamentos, número que triplicou em 2010, com 16 viagens em janeiro. A maioria das viagens foi para inaugurar obras, divulgar novos programas ou anunciar a liberação de recursos para prefeituras. Três visitas foram em razão das enchentes. Serra esteve ainda em duas cidades para acompanhar o presidente Luiz Inácio Lula da Silva no mês de janeiro de 2010.

### Política de investimentos
Nos últimos dez anos, os investimentos feitos pelo estado representaram de 5,3% a 8,5% da receita, Em 2008, alcançaram 9,1%. Em 2009, a previsão é que os investimentos cheguem a 17% da receita, quase 130% maiores do que os previstos para 2007, primeiro ano do governo de José Serra, representando mais de quatro vezes o total investido pelo Estado em 2006, último ano da gestão anterior, de Geraldo Alckmin. A intenção do governo é investir R$ 42,5 bilhões entre 2009 e 2010.

### Educação
Na área da educação, o governo paulista encerrou o ano de 2007 sem conseguir cumprir as metas estabelecidas pelo Plano Plurianual em 2004, quando da gestão de Geraldo Alckmin. O objetivo geral do plano era a redução da repetência e da evasão escolar, tanto no ensino fundamental quanto no ensino médio. Dos quatro indicadores medidos, três registraram pioras. A taxa de reprovação do ensino médio subiu de 9,3% para 17,6%. O plano previa reduzi-la para 7%. Já o balanço do Plano Plurianual seguinte (2008-2011), divulgado em maio de 2008, registra que o governo paulista cumpriu mais da metade das metas. Segundo balanço publicado pelo Idesp (Índice de Desenvolvimento da Educação do Estado de São Paulo) em março de 2009, 40,5% das escolas do primeiro ciclo do ensino fundamental e 44,8% do segundo ciclo atingiram as metas de melhoria da qualidade de ensino.
No que tange ao programa curricular, o governo de São Paulo precisou fazer ajustes para enquadrar o estado na lei federal, aprovada pelo Congresso Nacional e sancionada em junho passado pelo governo Lula, que prevê a inclusão de sociologia e filosofia nos três anos do ensino médio. Como a rede paulista não contava com filosofia nem possuía sociologia em todos os anos do ensino médio, o governo cogitou reduzir as aulas de história, mas, diante das críticas, recuou. Em agosto de 2009, o ensino de espanhol, tornado obrigatório, por força de lei federal, a partir 2010, atingia 0,2% dos alunos da rede pública do estado. No mesmo ano, a média nacional era de 11%.
Segundo reportagem publicada pela Folha de S. Paulo em agosto de 2008, pelo menos 44% do total de cargos das diretorias de ensino mantidos pelo governo do estado de São Paulo eram ocupados por indicações feitas por políticos. As diretorias de ensino são órgãos de natureza técnica, responsáveis pela implementação dos programas educacionais nos municípios do estado. Ainda de acordo com a reportagem, a prática de loteamento político havia sido substituído por um sistema de provas e entrevistas para a escolha dos diretores durante a gestão Mário Covas, mas voltou a ser posto em prática nas gestões posteriores. Em respostas, o governo Serra admitiu que aceita indicações de políticos, mas afirmou que os dirigentes só são nomeados após "rigorosa análise técnica".
Em 2009, o governo de São Paulo teve de recolher cerca de 500 mil exemplares de um livro de geografia produzido pela Fundação Vanzolini, para uso dos alunos da 6ª série do ensino fundamental da rede pública. O livro trazia um mapa da América do Sul com a localização do Paraguai e do Uruguai invertidas. O nome "Paraguai" também aparecia estampado duas vezes, uma sobre o que deveria ser o Uruguai e outra sobre o mapa da Bolívia. O Equador, por sua vez, foi excluído do mapa. Nesse mesmo ano, o governo estadual teve de recolher 1216 exemplares do livro Dez na Área, um na Banheira e Ninguém no Gol, distribuídos aos alunos da 3ª série do ensino fundamental, de cerca de 9 anos. O livro, ilustrado por Caco Galhardo, é uma compilação de 11 histórias com sátiras do futebol, palavrões, frases de duplo sentido com conotação sexual, expressões sexuais explícitas e referências ao Primeiro Comando da Capital. O governador José Serra considerou a falha da Secretaria da Educação como "um horror" e mandou abrir sindicância para apurar as responsabilidades pela seleção do livro. O Ministério Público também abriu procedimento para cobrar explicações da pasta.
Entre 2008 e 2009, apesar dos esforços do Governo Federal e do MEC através do uso do programa Brasil Alfabetizado, a taxa de analfabetismo do estado de São Paulo subiu 3%. Em São Paulo, 4,74% da população eram analfabetos em 2008, índice que coloca o estado na 5ª posição no ranking de taxa da alfabetização, atrás do Amapá, Distrito Federal, Santa Catarina e Rio de Janeiro. O estado também caiu quatro posições no ranking nacional de salários iniciais da educação básica, passando a ocupar a 14ª posição entre as 27 unidades federativas; porém, dos 5 estados com a maior rede de ensino, São Paulo tem a 2ª melhor remuneração por hora-aula (R$ 11,47), ficando na frente do Rio de Janeiro (R$ 11,45), Minas Gerais (R$ 10,63) e Bahia (R$ 10,41), perdendo apenas doParaná (R$ 11,91). O salário-base de São Paulo está em R$ 1835,00, sendo que o maior atualmente é o do Distrito Federal (R$ 3386,00) e o menor é o da Paraíba (R$ 712,00). Em outubro de 2009, o governo do estado aprovou um projeto que garante aumento permanente de 25% aos professores mais bem avaliados em exames. A medida atinge 45 mil docentes, mas gerou protestos das associações da classe, que consideram-na excludente. Em maio de 2010, após uma conturbada greve da categoria, o Sinpeem (Sindicato dos Profissionais em Educação no Ensino Municipal de São Paulo) acatou contra-proposta do governo do estado de 28,41% de reajuste salarial para todos os profissionais da área, nos próximos três anos. A reivindicação inicial dos grevistas era de um reajuste de 34%.
Com relação aos projetos de intervenção pedagógica da gestão Serra, destaca-se o "Ler e Escrever", que estabelece a figura do professor auxiliar nas salas de aula do primeiro ciclo do ensino fundamental. O objetivo declarado do programa é criar condições institucionais adequadas para a aprendizagem em sala de aula, fornecendo apoio à figura do professor-coordenador. No que tange ao ensino técnico, o governo do estado autorizou a criação de sete novas FATECs (Faculdades de Tecnologia) nos municípios de Bauru, Bragança Paulista, Catanduva, Lins, Mogi das Cruzes, São Sebastião e na capital paulista. Na área do ensino superior, a gestão Serra criou a Univesp (Universidade Virtual do Estado de São Paulo), programa de educação a distância voltado para a capacitação dos professores da rede estadual de ensino básico, e a Redefor (Rede São Paulo de Formação de Profissionais da Educação), que visa oferecer formação especializada a distância e presencial para profissionais da rede estadual..

### Saúde
Recente pesquisa realizada pela Secretaria Estadual de Saúde de São Paulo com os usuários do Sistema Único de Saúde (SUS) revelou falhas graves no atendimento do SUS no Estado de São Paulo durante o mandato de José Serra. Segundo a pesquisa, há diversas carências que fazem a espera por exames chegar a até seis meses, além de falhas nos procedimentos de parto e falta de vacinas em pontos de atendimento, por exemplo. A Secretaria de Saúde afirma que "é preciso esclarecer que o objetivo da Pesquisa de Satisfação do Usuário do SUS é justamente mapear as dificuldades do SUS paulista e trabalhar para corrigi-los".
Reportagem publicada pela Folha Online em novembro de 2008 afirma que o governo Serra reduziu em 8,7 % a previsão de investimentos em saúde no orçamento de 2009, de 351 milhões de reais (2008) para 320 milhões de reais. Na época, o governo alegou que "executou e entregou nos últimos anos, e sobretudo em 2008, obras importantíssimas de ampliação da rede, e agora precisa alocar recursos para custear os novos equipamentos".
O governo Serra criou a Lei Antifumo, lei que serviu de base para outras leis parecidas em outros estados. Essa lei proíbe fumar em ambientes fechados de uso coletivo como bares, restaurantes, casas noturnas e outros estabelecimentos comerciais. Mesmo os fumódromos em ambientes de trabalho e as áreas reservadas para fumantes em restaurantes ficam proibidas. A nova legislação estabelece ambientes 100% livres do tabaco. A nova lei restringe, mas não proíbe o ato de fumar. O cigarro continua autorizado dentro das residências, das vias públicas e em áreas ao ar livre.
Em 2009, o governador José Serra apresentou projeto de lei visando ampliar o modelo de terceirização dos equipamentos públicos da saúde, que permite a gestão dos hospitais estaduais por Organizações Sociais da Saúde (instituições privadas sem fins lucrativos), tais como a Casa de Saúde Santa Marcelina, a Associação Congregação de Santa Catarina e Cruzada Bandeirante São Camilo. O mesmo projeto de lei autorizava os hospitais estaduais gerenciados pelas OSS a cobrar dos pacientes particulares e de planos de saúde os valores relativos aos atendimentos, até o limite de 25% do total de pacientes atendidos. Críticos da medida classificaram o projeto de lei como uma tentativa de privatização da saúde pública. Para Gilson Carvalho, médico e ex-secretário nacional de Atenção à Saúde, a medida ocasionaria aumento das filas para os pacientes que não possuem plano de saúde.. A medida foi também criticada pelo Ministério Público, que afirmou que as mudanças no campo da saúde ocorrem sem mecanismos adequados de controle de recursos públicos repassados e que o atendimento de convênios em unidades públicas fere os princípios da universalidade e equidade da assistência adotados pelo Sistema Único de Saúde. As OSS, no entanto, não são vistas como "privatizações" de maneira unânime pelo cenário político brasileiro; em entrevista ao Jornal do Brasil em 5 de maio, o secretário-chefe da Casa Civil do governo Lula, Pedro Paulo Carvalho Teixeira, ao comentar a implementação do sistema no Rio de Janeiro, discordou da crítica de que o sistema representaria uma privatização, afirmando que "a gestão por meio de Organização Social não significa 'privatização', como alguns acusam levianamente.[...] O modelo será utilizado apenas quando a estrutura da administração municipal direta e indireta se mostrar deficitária e não atender aos padrões de qualidade que a população carioca merece".
Em 2010 os números de casos, surtos e mortes no estado de São Paulo causados pela varicela, doença contagiosa conhecida como catapora, superaram consideravelmente os de 2009 de maneira negativa, com um aumento do número de casos em mais de 2000 (dois mil) e mais do dobro do número de mortes, conforme dados oficiais publicados em 30 de setembro de 2010. De janeiro a setembro foram registrados 10.018 casos, 1.572 surtos e 15 mortes, 11 delas entre crianças de 1 a 4 anos, segundo o Centro de Vigilância Epidemiológica. Em 2009 foram 7.901 casos, 1.315 surtos e 7 óbitos. A vacina está em falta no estado e a Secretaria de Estado da Saúde alegou que ocorreu a falta porque o estado foi surpreendido pelo adiantamento dos surtos da doença.

### Gastos com publicidade
Nos primeiros semestres de 2007, 2008 e 2009, a gestão Serra gastou em média 23,6 milhões de reais mensais em publicidade e comunicação institucional. Em dezembro de 2008, a proposta de gastos do governo paulista passou de 165,9 milhões de reais no ano corrente para 313,9 milhões em 2009 (aumento de 88,79%). O aumento provocou críticas do Partido dos Trabalhadores (PT), que acusou Serra de elevar os gastos para promover sua administração no período pré-eleitoral. O governo de São Paulo alegou que "o número de R$ 313 milhões é superdimensionado porque soma gastos de Publicidade e Comunicação, que incluem, por exemplo, investimentos em assessoria de imprensa e recursos repassados para empresas dependentes do Estado [...], para materiais de educação ambiental, editais, entre outras modalidades de comunicação institucional. Em reportagem publicada em julho de 2010, a Folha de S. Paulo alega que, entre janeiro e junho de 2010, o governo de São Paulo mais que dobrou a média mensal dos gastos com publicidade em comparação com os períodos anteriores. No período citado, a despesa chegou a 141,8 milhões de reais. Em nota, a Secretaria de Comunicação de São Paulo afirmou que o governo "respeita a Lei Eleitoral e, para o seu cumprimento, reduziu em 31% o orçamento de comunicação e publicidade no ano de 2010 em relação ao investido em 2009"

### Avaliação do governo
O governador José Serra, em seu primeiro trimestre de governo, segundo o Datafolha, obteve 39% de aprovação pelos paulistas. O índice de aprovação supera a do ex-governador Mário Covas, o qual obteve, no seu primeiro trimestre (entre janeiro e março de 1995), 31% de aprovação.
Em 2007 foi o terceiro governador mais bem avaliado, com nota média 6,5, ficando atrás de Aécio Neves e Cid Gomes.
Em março de 2009, houve um aumento do índice de aprovação de seu governo — de 49% para 54% —, ocupando então a quinta colocação entre as dez unidades da federação avaliadas (os nove maiores estados e o Distrito Federal). Em maio de 2009, pesquisaDatafolha revelou uma subida de 3 pontos percentuais na avaliação do governo Serra, passando de 53% para 56% de ótimo/bom e atingindo nota média 6,7.

### Controvérsias

#### O acidente do Metrô
No dia 12 de janeiro de 2007, 12º dia do primeiro mês do mandato de Serra como governador, ocorreu o acidente da Linha 4 do Metrô de São Paulo, que vitimou 7 pessoas, além de danificar dezenas de imóveis, deixando centenas de pessoas desabrigadas. O desabamento de parte do túnel por onde passariam os trens do Metrô de São Paulo provocou o surgimento de uma cratera naquele local. Durante os dias que se sucederam, o corpo de bombeiros agiu para resgatar os mortos e feridos que teriam sido soterrados no desabamento. Serra compareceu a velórios de vítimas e conversou com as famílias, em seu papel como chefe do governo estadual. O IPT concluiu que as causas do acidente foram falhas de calculo na detonação de explosivos usados nas escavações.

#### Greves nas universidades estaduais
Em 2007, após a publicação pelo governador de cinco decretos com alterações, entre outras, nas áreas de educação e pesquisa, criando a Secretaria de Ensino Superior e versando sobre do uso das verbas públicas nas políticas de contratação de funcionários em todas autarquias ou fundações mantidas pelo Estado, inclusive as universidades estaduais, professores ligados a sindicatos da USP, UNICAMP e UNESP reagiram contra suas possíveis consequências, interpretando-os como interferência à autonomia universitária. Houve greves, principalmente na USP, com a ocupação do prédio da reitoria por estudantes em protesto. Após mais de um mês de manifestações, o governo elaborou um novo "decreto declaratório" em que excluiu as universidades e a Fapesp das normas de três dos cinco decretos anteriores. A greve se encerrou em 11 de junho.
Em agosto de 2007, Serra substituiu seu secretário de Ensino Superior, José Aristodemo Pinotti, enfraquecido pelas greves. Nomeou o linguista Carlos Vogt, ex-reitor da Unicamp e então presidente da Fapesp, que na primeira semana de gestão apresentou o projeto de expansão do ensino superior paulista mediante uma universidade virtual, concebida nos modelos daUniversidade Aberta do Brasil, criada pelo MEC, em2005.

#### Greve daPolícia Civil
Em 28 outubro de 2008, os policiais civis de São Paulo organizaram uma manifestação que se encerraria em frente ao Palácio dos Bandeirantes devido a uma greve que se arrastava por três meses.
Houve o choque entre policiais militares que protegiam o entorno da sede do governo e os grevistas. O governador acusou o sindicalista Paulinho da Força de ter incitado os grevistas ao confronto, ao que foi rebatido por aquele, que alegava que o governador tentava desviar os foco do movimento ao qualificá-lo como mera ação política. O confronto entre as duas forças policiais foi um dos piores da História do país, deixando uma marca profunda no governo Serra em termos de Segurança Pública.
Ao final, depois de o STF julgar a paralisação ilegal, os policiais civis se viram obrigados a voltar ao trabalho sem receber os 30% de aumento divididos em três parcelas de 10% pelos quais lutaram. Ao contrário, receberam meros 13% divididos em duas parcelas de 6,5%.
O movimento recebeu o apoio das polícias civis de treze estados, que também realizaram paralisações em apoio aos colegas paulistas.

#### Grupo Abril
Em abril de 2009, o Ministério Público de São Paulo, acolhendo representação do deputado federal Ivan Valente e dos deputados estaduais do PSOL, Carlos Giannazi e Raul Marcelo, abriu investigação para apurar irregularidades no contrato firmado, sem licitação, entre a Secretaria Estadual de Educação e a Fundação Victor Civita, do Grupo Abril, para a aquisição de 220 mil assinaturas anuais da revista Nova Escola, no valor de 3,7 milhões de reais. De acordo com a denúncia, a Secretaria da Educação beneficiou a Editora Abril ao desconsiderar a possibilidade de participação de outras publicações da área em uma possível licitação, além de ter fornecido à Fundação Victor Civita dados pessoais dos educadores do estado, sem qualquer comunicado prévio ou pedido de autorização aos mesmos. Por ocasião da investigação, Ivan Valente afirmou que "cada vez mais, a Editora [Abril] ocupa espaço nas escolas de São Paulo. Isso totaliza, hoje, cerca de R$ 10 milhões de recursos públicos destinados a esta instituição privada, considerando apenas o segundo semestre de 2008".

#### O acidente do Rodoanel
No dia 13 de novembro de 2009 três vigas de um viaduto em obras que fará o acesso ao trecho sul do Rodoanel caíram sobre a pista da Rodovia Régis Bittencourt, na altura do km 279, na cidade de Embu. Nesse acidente um caminhão e dois carros foram atingidos, deixando um saldo de três pessoas feridas.
Devido o acidente do Rodoanel, investigações ocorreram pelo TCU.